# Puerto Siles
Puerto Siles è un comune (municipio in spagnolo) della Bolivia nella provincia di Mamoré (dipartimento di Beni) con 919 abitanti (dato 2010).

## Cantoni
Il comune è suddiviso in 3 cantoni (popolazione al censimento 2001):
- Alejandria - 199 abitanti
- Puerto Siles - 375 abitanti
- Vigo - 444 abitanti